# Letov (Tsjechië)

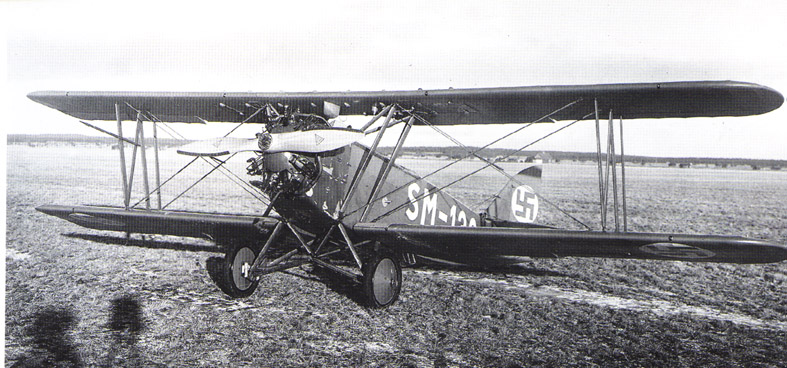
Letov Š-218

Letov (meestal aangeduid als Letov Kbely, voluit; Letov letecká výroba wat Vliegtuigbouwer Letov betekent) is een Tsjechische, vroeger Tsjechoslowaakse, vliegtuigbouwer uit Kbely, een Praagse wijk. Letov is opgericht als Vojenska továrna na letadle "Letov" (wat Tsjechisch is voor; Militaire vliegtuigbouwer "Letov") door het toenmalige ministerie van Defensie om vliegtuigen uit de Eerste Wereldoorlog te repareren. De naam letov zelf is een samentrekking van de woorden Letadla (vliegtuigen) en továrna (fabriek). In 2000 werd Letov door het Franse Groupe Latécoère overgenomen, waardoor het nu vliegtuigonderdelen bouwt voor Airbus.

## Lijst van vliegtuigen
- Letov C-2 (Arado Ar 96B - licentie)
- Letov L-101
- Letov L-290 Orel (Junkers Ju 290 - licentie)
- Letov LB-79
- Letov LF-107 Luňák
- Letov Š-1
- Letov Š-2
- Letov Š-3
- Letov Š-4
- Letov Š-5
- Letov Š-6
- Letov Š-7
- Letov Š-8

- Letov Š-10 (Hansa-Brandenburg B.I - licentie)
- Letov Š-12
- Letov Š-13
- Letov Š-14
- Letov Š-16
- Letov Š-18
- Letov Š-19
- Letov Š-20
- Letov Š-21
- Letov Š-22
- Letov Š-25
- Letov Š-28
- Letov Š-31

- Letov Š-32
- Letov Š-33
- Letov Š-39
- Letov Š-50
- Letov Š-218
- Letov Š-231
- Letov Š-328
- Letov Š-331
- Letov Š-428
- Letov XLF-207 Laminar
- Praga E-39
- Praga E-114

## Lijst van vliegtuigen waarvoor onderdelen geproduceerd zijn/worden
- Aero L-29 Delfín
- Aero L-39 Albatros
- Aero L-159 ALCA
- Airbus A318
- Airbus A319

- Airbus A320
- Airbus A321
- Airbus A380
- Airbus A400M
- Boeing 787

- Dassault Falcon 7X
- Embraer ERJ 170
- MiG-15
- MiG-19
- MiG-21